# Narford
Narford – wieś w Anglii, w hrabstwie Norfolk, w dystrykcie Breckland. Leży 47 km na zachód od Norwich i 141 km na północ od Londynu.
W 2001 miejscowość liczyła 41 mieszkańców.